# 대한민국의 병무청장
병무청장(兵務廳長)은 병무청을 대표하는 직위로, 중앙병무청장은 차관급 정무직공무원으로 보한다.

## 임명
- 병무청장은 대통령이 임명한다.

## 역할
- 각 행정기관의 장은 소관사무를 통할하고 소속공무원을 지휘·감독한다.
- 병무청장은 징집·소집 그 밖에 병무행정에 관한 사무를 관장한다.

## 역대 청장

### 국방부 병무국장
| 정부      | 대수           | 이름                              | 임기                             | 전역 계급 | 비고      |
| --------- | -------------- | --------------------------------- | -------------------------------- | --------- | --------- |
| 제1공화국 | 초대           | 백홍석(白洪錫)                    | 1951년 9월 5일~1952년            |           |           |
| 제1공화국 | 2대            | 박승훈(朴勝薰)                    | 1952년~1955년 2월 23일           | 소장      |           |
| 제1공화국 | 3대            | 장흥(張興)                        | 1955년 2월 23일~1956년 2월 17일  |           | 현역 준장 |
| 제1공화국 | 4대            | 박동균(朴東均)                    | 1956년 2월 17일~1960년 10월 20일 |           | 현역 소장 |
| 제2공화국 |                | 박동균(朴東均)                    | 1956년 2월 17일~1960년 10월 20일 |           | 현역 소장 |
| 5대       | 민병권(閔丙權) | 1960년 10월 20일~1961년 10월 13일 |                                  | 소장      |           |
| 6대       | 유근창(柳根昌) | 1961년 10월 13일~1963년 2월 7일   |                                  | 소장      |           |
| 7대       | 이창우(李昌雨) | 1963년 2월 7일~1964년 2월 20일    |                                  | 준장      |           |
| 제3공화국 | 8대            | 이창우(李昌雨)                    | 1964년 2월 20일~1966년 7월 19일  |           | 소장      |
| 제3공화국 | 9대            | 최훈섭(崔勳燮)                    | 1966년 7월 19일~1968년 4월 10일  |           | 소장      |
| 제3공화국 | 10대           | 이병엽(李炳燁)                    | 1968년 4월 10일~1969년 1월 29일  |           | 소장      |
| 제3공화국 | 11대           | 정순민(鄭淳珉)                    | 1969년 1월 29일~1970년 1월 29일  |           | 소장      |
| 제3공화국 | 12대           | 이창우(李昌雨)                    | 1970년 1월 29일~1970년 8월 20일  |           | 소장      |

### 병무청장
| 정부             | 대수                 | 이름                             | 임기                              | 전역 계급   | 비고                   |
| ---------------- | -------------------- | -------------------------------- | --------------------------------- | ----------- | ---------------------- |
| 제3공화국        | 초대                 | 전부일(全富一)                   | 1970년 8월 20일~1972년 7월 24일   | 중장        |                        |
| 제3공화국        | 2대                  | 김재명(金在命)                   | 1972년 7월 25일~1977년 12월 20일  | 소장        |                        |
| 제4공화국        | 2대                  | 김재명(金在命)                   | 1972년 7월 25일~1977년 12월 20일  | 소장        |                        |
| 3대              | 방경원(房景源)       | 1978년 1월 9일~1982년 2월 25일   | 소장                              |             |                        |
| 3대              | 방경원(房景源)       | 1978년 1월 9일~1982년 2월 25일   | 소장                              | 제5공화국   |                        |
| 4대              | 천주원(千珠元)       | 1982년 2월 26일~1985년 2월 25일  | 중장                              |             |                        |
| 5대              | 장정렬(張正烈)       | 1985년 2월 26일~1987년 12월 30일 | 중장                              |             |                        |
| 6대              | 박명철(朴明喆)       | 1987년 12월 31일~1989년 4월 2일  | 중장                              |             |                        |
| 6대              | 박명철(朴明喆)       | 1987년 12월 31일~1989년 4월 2일  | 중장                              | 노태우 정부 |                        |
| 7대              | 류승국(柳承國)       | 1989년 4월 3일~1990년 12월 27일  | 중장                              |             |                        |
| 8대              | 이대희(육군)(李大熙) | 1990년 12월 28일~1993년 3월 3일  | 소장                              |             |                        |
| 김영삼 정부      | 9대                  | 엄삼탁(嚴三鐸)                   | 1993년 3월 4일~1993년 5월 20일    | 소장        |                        |
| 김영삼 정부      | 10대                 | 김광석(金光石)                   | 1993년 5월 21일~1994년 12월 23일  | 소장        |                        |
| 김영삼 정부      | 11대                 | 송재환(宋在煥)                   | 1994년 12월 26일~1996년 12월 24일 |             |                        |
| 김영삼 정부      | 12대                 | 김길부(金吉夫)                   | 1996년 12월 24일~1998년 3월 9일   | 중장        |                        |
| 김대중 정부      | 13대                 | 이상호(李相浩)                   | 1998년 3월 9일~1999년 5월 25일    | 소장        |                        |
| 김대중 정부      | 14대                 | 오점록(吳鉆祿)                   | 1999년 5월 26일~2001년 4월 1일    | 소장        |                        |
| 김대중 정부      | 15대                 | 최돈걸(崔敦傑)                   | 2001년 4월 2일~2002년 7월 18일    | 중장        |                        |
| 김대중 정부      | 16대                 | 강신육(姜信六)                   | 2002년 7월 19일~2003년 3월 2일    | 중장        |                        |
| 노무현 정부      | 17대                 | 김두성(金斗星)                   | 2003년 3월 3일~2005년 1월 20일    | 소장        |                        |
| 노무현 정부      | 18대                 | 윤규혁(尹圭赫)                   | 2005년 1월 21일~2006년 8월 8일    |             |                        |
| 노무현 정부      | 19대                 | 강광석(姜光錫)                   | 2006년 8월 9일~2008년 3월 7일     | 소장        |                        |
| 이명박 정부      | 20대                 | 박종달(朴鍾怛)                   | 2008년 3월 8일~2010년 8월 15일    | 중장        |                        |
| 이명박 정부      | 21대                 | 김영후(金永厚)                   | 2010년 8월 16일~2012년 5월 8일    | 중장        |                        |
| 이명박 정부      | 22대                 | 김일생(金一生)                   | 2012년 5월 9일~2013년 3월 17일    | 중장        |                        |
| 박근혜 정부      | 23대                 | 박창명(朴昌明)                   | 2013년 3월 18일~2017년 7월 16일   | 중장        |                        |
| 황교안 대행 체제 | 23대                 | 박창명(朴昌明)                   | 2013년 3월 18일~2017년 7월 16일   | 중장        |                        |
| 문재인 정부      | 24대                 | 기찬수(奇讚守)                   | 2017년 7월 17일~2019년 12월 12일  | 소장        |                        |
| 문재인 정부      | 25대                 | 모종화(牟鐘和)                   | 2019년 12월 13일~2021년 3월 26일  | 중장        |                        |
| 문재인 정부      | 26대                 | 정석환(鄭錫煥)                   | 2021년 3월 26일~2022년 5월 13일   | 소장        | 공군 출신, 첫 非 육군. |
| 윤석열 정부      | 27대                 | 이기식(李基植)                   | 2022년 5월 13일~2024년 5월 12일   | 중장        | 해군 출신              |
| 윤석열 정부      | 28대                 | 김종철(金鍾哲)                   | 2024년 5월 13일~2025년 7월 14일   | 소장        |                        |
| 이재명 정부      | 29대                 | 홍소영(洪昭映)                   | 2025년 7월 14일~                  |             | 첫 민간인 출신         |

## 같이 보기
- 병무청
- 병무청 차장